# سولفور اسپرینگز، شهرستان جانسون، آرکانزاس
سولفور اسپرینگز (به انگلیسی: Sulphur Springs) یک منطقهٔ مسکونی در ایالات متحده آمریکا است که در شهرستان جانسون، آرکانزاس واقع شده‌است. سولفور اسپرینگز ۱۵۰٫۸۸ متر بالاتر از سطح دریا قرار دارد.